# Прибытково (станция)
Прибы́тково — станция Юго-Восточной железной дороги на линии Грязи — Воронеж. Расположена в Грязинском районе Липецкой области.
Обслуживает жителей посёлка Прибытковский.
Была построена в 1868 году с вводом в строй всей железнодорожной линии Грязи — Воронеж.
Название дано, вероятно, по селу Прибытково, которое поглотил совхоз «Прибытковский» (ныне посёлок).
Станция относится к Лискинскому региону дороги. В нескольких километрах к северу от неё проходит граница с Мичуринским регионом.